# 4821 Bianucci
4821 Bianucci (1986 EE5) là một tiểu hành tinh vành đai chính được phát hiện ngày 5 tháng 3 năm 1986 bởi DeSanctis, G. ở La Silla.